# Genoa Cricket and Football Club 1905-1906
Questa voce raccoglie le informazioni riguardanti il Genoa Cricket and Football Club nelle competizioni ufficiali della stagione 1905-1906.

## Stagione
Karl Senft si ritira lasciando il posto da allenatore/giocatore a Étienne Bugnion. Si ritirano anche Attilio Salvadè, Joseph William Agar e Giovanni Foffani, sostituiti da alcuni ragazzi delle giovanili e dal ritorno di Ernesto De Galleani.
In campionato superato il girone eliminatorio ligure, si piazza al terzo e ultimo posto del Girone Finale.

## Divise
La maglia per le partite casalinghe presentava i colori attuali (anche se la dicitura ufficiale era rosso granato e blu) ma a differenza di oggi il blu era posizionato a destra e la maglia era una camicia.
La seconda maglia era la classica maglia bianca con le due strisce orizzontali rosso-blu sormontate dallo stemma cittadino.

## Organigramma societario
Area direttiva
- Presidente: Edoardo Pasteur

Area tecnica
- Capitano/Allenatore: Étienne Bugnion
- Commissione tecnica: Kurt Lies e James Spensley

## Rosa
| N. |                        | Ruolo | Calciatore          |
| -- | ---------------------- | ----- | ------------------- |
|    | Italia (bandiera)      | P     | Paolo Langeri       |
|    | Inghilterra (bandiera) | P     | James Spensley      |
|    | Svizzera (bandiera)    | D     | Étienne Bugnion     |
|    | Svizzera (bandiera)    | D     | Alfred Cartier      |
|    | Italia (bandiera)      | D     | Ernesto De Galleani |
|    | Svizzera (bandiera)    | D     | Kurt Lies           |
|    | Italia (bandiera)      | D     | Paolo Rossi         |
|    | Italia (bandiera)      | D     | Emilio Storace      |
|    | Italia (bandiera)      | C     | Gino Gibelli        |

| N. |                        | Ruolo | Calciatore                |
| -- | ---------------------- | ----- | ------------------------- |
|    | Italia (bandiera)      | C     | Vieri Arnaldo Goetzlof    |
|    | Regno Unito (bandiera) | C     | Valentin Gromadzki        |
|    | Svizzera (bandiera)    | C     | Eugen Herzog              |
|    | Svizzera (bandiera)    | C     | Max Mayer                 |
|    | Italia (bandiera)      | C     | Luigi Pollak              |
|    | Brasile (bandiera)     | A     | José de Rodrigues Martins |
|    | Italia (bandiera)      | A     | Giacomo Marassi           |
|    | Italia (bandiera)      | A     | Enrico Pasteur            |

## Calciomercato
| Acquisti | Acquisti           | Acquisti | Acquisti   |
| R.       | Nome               | da       | Modalità   |
| -------- | ------------------ | -------- | ---------- |
| C        | Valentin Gromadzki | Genoa II | definitivo |
| A        | Giacomo Marassi    | Genoa II | definitivo |

| Cessioni | Cessioni                  | Cessioni | Cessioni      |
| R.       | Nome                      | a        | Modalità      |
| -------- | ------------------------- | -------- | ------------- |
| P        | Pietro Zucchinetti        | Genoa II | definitivo    |
| D        | Giovanni Balbi di Robecco | Genoa II | definitivo    |
| D        | Karl Senft                |          | fine carriera |
| C        | Giovanni Foffani          |          | fine carriera |
| C        | Attilio Salvadè           |          | fine carriera |
| A        | Joseph William Agar       |          | fine carriera |

## Risultati

### Prima Categoria[1]

#### Eliminatoria ligure
| Arbitro: | Suter (Milano) |

|                            |           |      |
| ? 10’ Pasteur II 15’ Mayer | Marcatori | Amey |

| Arbitro: | Camperio (Milano) |

|  |           |           |
|  | Marcatori | Gromadzki |

#### Girone Finale
| Arbitro: | Meazza (Milano) |

|         |           |   |
| Marassi | Marcatori | ? |

| Arbitro: | Calì (Genova) |

|                        |           |         |
| Bugnion 80’ 88’ (rig.) | Marcatori | Pedroni |

| Arbitro: | Suter (Milano) |

|                      |           |  |
| Donna 80’ Armano 86’ | Marcatori |  |

| Milano 8 aprile 1906 Girone Finale - 5ª partita | Milan           | 2 – 0 (tav.) referto | Genoa | Campo Milan di Porta Monforte\| Arbitro: \| Meazza (Milano) \| |
| Arbitro:                                        | Meazza (Milano) |                      |       |                                                                |

## Statistiche

### Statistiche di squadra
| Competizione    | Punti | In casa | In casa | In casa | In casa | In casa | In casa | In trasferta | In trasferta | In trasferta | In trasferta | In trasferta | In trasferta | Totale | Totale | Totale | Totale | Totale | Totale | DR |
| Competizione    | Punti | G       | V       | N       | P       | Gf      | Gs      | G            | V            | N            | P            | Gf           | Gs           | G      | V      | N      | P      | Gf     | Gs     | DR |
| --------------- | ----- | ------- | ------- | ------- | ------- | ------- | ------- | ------------ | ------------ | ------------ | ------------ | ------------ | ------------ | ------ | ------ | ------ | ------ | ------ | ------ | -- |
| Prima Categoria | 6     | 3       | 1       | 2       | 0       | 6       | 4       | 3            | 1            | 0            | 2            | 1            | 4            | 6      | 2      | 2      | 2      | 7      | 8      | -1 |

### Statistiche dei giocatori
| Giocatore               | Prima Categoria | Prima Categoria |
| Giocatore               | Presenze        | Reti            |
| ----------------------- | --------------- | --------------- |
| E. Bugnion              | 5               | 2               |
| A. Cartier II           | 4               | 0               |
| E. De Galleani          | 2               | 0               |
| J. de Rodrigues Martins | 2               | 0               |
| G. Gibelli              | 1               | 0               |
| V. A. Goetzlof          | 5               | 0               |
| V. Gromadzki            | 1               | 1               |
| E. Herzog               | 0               | 0               |
| P. Langeri              | 1               | -1              |
| K. Lies                 | 1               | 0               |
| G. Marassi              | 5               | 1               |
| M. Mayer                | 5               | 1               |
| E. Pasteur II           | 5               | 1               |
| L. Pollak               | 4               | 0               |
| P. Rossi                | 4               | 0               |
| J. Spensley             | 4               | -5              |
| E. Storace              | 1               | 0               |